# ТЕС Рібатежу
ТЕС Рібатежу – теплова електростанція у Португалії.
У 2004 – 2005 роках на майданчику станції ввели в дію три однотипні парогазові блоки комбінованого циклу потужністю по 392 МВт, у кожному з яких одна газова турбіна потужністю 265 МВт живить через котел-утилізаторів одну парову турбіну з показником 135 МВт. Паливна ефективність ТЕС становить 57,5%.
Як паливо використовують природний газ, що надходить по трубопроводу Сінеш – Лейрія.
Для видалення продуктів згоряння кожен блок отримав димар заввишки 60 метрів.
Для охолодження використовують воду із річки Тахо.
Видача продукції відбувається під напругою 400 кВ.